# 987
Cette page concerne l'année 987  du calendrier julien.
L'année 987 est une année commune qui commence un samedi.

## Évènements

### Amérique
- Les Toltèques envahissent le Yucatán[1]. Début du Nouvel Empire maya-toltèque au Mexique[2].

### Europe
- 18 mai : ouverture d’une assemblée à Compiègne, chargée de régler le différend entre le roi Louis et l’archevêque Adalbéron de Reims, partisan de l'empereur Otton III, accusé de trahison[3].
- 21 mai : mort à Compiègne du roi Louis V le Fainéant à la suite d'une chute de cheval[3].

- 1er juin : Hugues Capet est élu roi de Francie occidentale à Senlis[4], par une assemblée des Grands du royaume avec l'aide de l'influent archevêque de Reims Adalbéron qui écarte la candidature du dernier carolingien Charles de Lorraine (mort entre 992 et 1001), oncle de Louis V. Il bénéficie également de l’appui de Richard sans Peur de Normandie, de Gerbert d'Aurillac (futur Sylvestre II) et de son frère Henri de Bourgogne.
- Juin : prise de Coimbra par le vizir du califat de Cordoue Almanzor[5].

- 3 juillet : sacre de Hugues Capet, petit-neveu du comte Eudes de Paris, roi des Francs à Noyon[3]. Fondation de la dynastie capétienne ; fin de la dynastie des Carolingiens.
- 21 juillet : après la mort de son père Geoffroy Ier Grisegonelle, Foulques III d'Anjou, dit Foulques Nerra, devient comte d'Anjou jusqu'à sa mort en 1040[6].

- 15 août : Bardas Phocas se fait proclamer empereur après s'être entendu avec Bardas Sklèros pour le partage de l'Empire byzantin[7].

- 14 septembre : Bardas Phocas fait arrêter et emprisonner Bardas Sklèros et obtient le ralliement de ses troupes. L’empereur byzantin Basile II sollicite l’aide de Vladimir Ier de Kiev pour combattre la rébellion en Asie Mineure. Vladimir accepte à condition d’épouser Anna Porphyrogénète, sœur de l’empereur. Celui-ci accepte, si Vladimir reçoit le baptême[8].

- 25 décembre : Hugues Capet associe son fils Robert au trône devant une assemblée de Grands réunie à Sainte-Croix d'Orléans[9]. Robert épouse Rozzala, fille de Bérenger d’Italie et veuve d’Arnoul II de Flandre[3].

- Raids des Vikings de Dublin sur l’île de Man, repoussé par Godred Haraldsson. Les côtes du Dal Riada sont pillées et l'abbé de Iona est tué avec quinze moines à Noël de la même année[10].